# Arrowwood
Arrowwood är en ort i Kanada.   Den ligger i provinsen Alberta, i den centrala delen av landet, 2 800 km väster om huvudstaden Ottawa. Arrowwood ligger 937 meter över havet och antalet invånare är 188.
Terrängen runt Arrowwood är lite kuperad, och sluttar norrut. Trakten runt Arrowwood är nära nog obefolkad, med mindre än två invånare per kvadratkilometer.. Närmaste större samhälle är Gleichen, 16,4 km norr om Arrowwood.
Trakten runt Arrowwood består till största delen av jordbruksmark.